# Changa
Changa (/ˈtʃɑːŋɡɑː/) é uma mistura de ervas contendo dimetiltriptamina (DMT) e substâncias que inibem a monoamina oxidase (IMAO). Normalmente, extratos de plantas contendo DMT (por exemplo, cipó-mariri e Mimosa hostilis) são combinados com uma mistura de diferentes ervas, videiras ou folhas de ayahuasca para criar uma mistura que contém de 20 a 50% de DMT. Diferentemente da ayahuasca que costuma ser ingerida via oral, a changa é fumada ou vaporizada.

## Efeitos

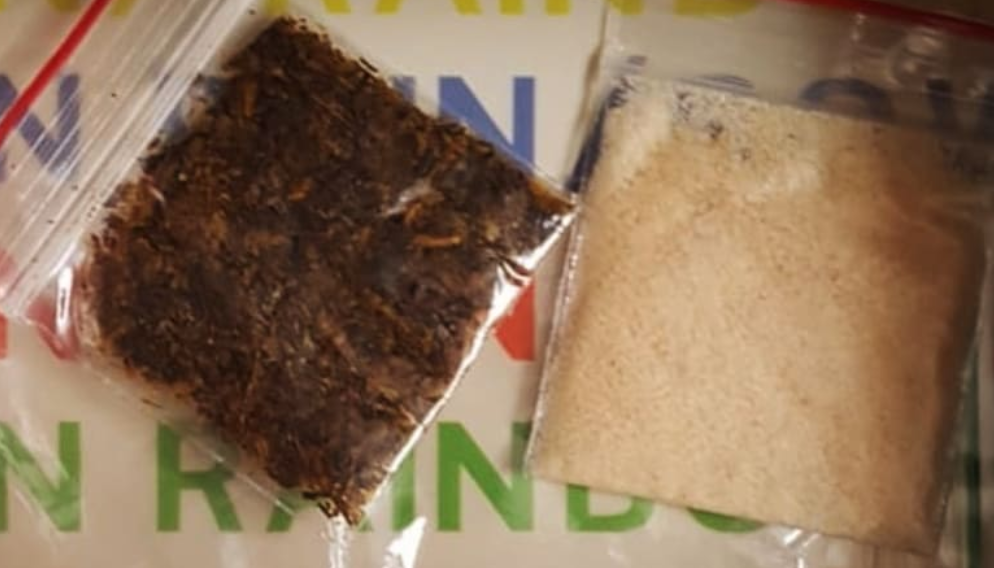
Uma mistura 1:1 de changa (50% DMT + 50% ervas) ao lado do DMT em forma de base livre.

Os efeitos da changa quando fumada são mais fáceis de se atingir quando comparados à base livre (freebase) de DMT, por causa do baixo ponto de ebulição deste.
Geralmente, a changa é produzida através da aplicação de uma solução de DMT na mistura de ervas escolhida, e espera-se o solvente (como, por exemplo, o álcool Isopropílico) evaporar. Assim como ocorre com as preparações de ayahuasca, não há receita única para a a changa, mas seus dois ingredientes principais são o DMT e uma planta com propriedades inibidoras da monoamina oxidase. Estima-se que a adição de plantas com essas propriedades prolongue a duração da experiência com a changa em comparação com a base livre de DMT.

## Pesquisas
Em estudo de caso publicado em 2019, foi analisado o potencial analgésico da changa. De acordo com o estudo, a changa causa um efeito analgésico de longa duração, além de possuir propriedades anti-inflamatórias e neuroprotetoras. Porém, por se tratar de uma droga psicodélica de alta potência, seu uso clínico é limitado, de modo que esta pesquisa oferece somente resultados preliminares, destacando que mais estudos são necessários para que o mecanismo de ação da changa seja esclarecido mais detalhadamente.

## Origem
Changa foi criada pelo australiano Julian Palmer em 2003-2004 e o nome foi dado quando ele pediu um apelido para a droga durante uma sessão de ayahuasca.
A partir de 2015, começou a se tornar mais popular devido à sua maior facilidade de uso e maior duração de efeitos (aproximadamente 10 a 20 minutos) em comparação à base livre de DMT para fumar.

## Na cultura popular
O trio eletrônico australiano Pnau intitulou seu álbum de novembro de 2017, como Changa, em homenagem à substância. O álbum atingiu o número 11 nas paradas da Associação da Indústria Fonográfica Australiana (ARIA).